# Llista de l'art públic de Ciutat Vella de Barcelona
La llista de l'art públic de Ciutat Vella de Barcelona inclou les obres del districte de Ciutat Vella identificades en el catàleg raonat d'art públic editat per l'Ajuntament de Barcelona i la Universitat de Barcelona.
La llista es divideix en dues:
- Llista de l'art públic de Ciutat Vella (est), pels barris de Sant Pere, Santa Caterina i la Ribera i la Barceloneta, situats a l'est de la Via Laietana.
- Llista de l'art públic de Ciutat Vella (oest), pels barris del Gòtic i el Raval, situats a l'oest de la Via Laietana.